# Xylosalsola chiwensis
Xylosalsola chiwensis är en amarantväxtart som först beskrevs av Mikhail Grigoríevič Popov, och fick sitt nu gällande namn av Akhani och Roalson. Xylosalsola chiwensis ingår i släktet Xylosalsola och familjen amarantväxter. Inga underarter finns listade i Catalogue of Life.